# Neobisium phaeacum
Espèce
Neobisium phaeacum est une espèce de pseudoscorpions de la famille des Neobisiidae.

## Distribution
Cette espèce est endémique de Corfou en Grèce. Elle se rencontre dans les grottes Spilaio Megali Grava et Spilaio Anthropograva.

## Description
Le mâle holotype mesure 5,2 mm.

## Publication originale
- Mahnert, 1973 : Über griechische Pseudoskorpione II: Höhlenpseudoskorpione (Pseudoscorpionides, Neobisiidae) von Korfu. Revue Suisse de Zoologie, vol. 80, no 1, p. 207-220 (texte intégral).